# Отелло (Вашингтон)
Отелло (англ. Othello) — місто (англ. city) в США, в окрузі Адамс штату Вашингтон. Населення — 8549 осіб (2020).

## Географія
Отелло розташоване за координатами 46°49′21″ пн. ш. 119°9′55″ зх. д. / 46.82250° пн. ш. 119.16528° зх. д. (46.822585, -119.165357).  За даними Бюро перепису населення США в 2010 році місто мало площу 9,87 км², уся площа — суходіл.

### Клімат
| Клімат : Отелло         | Клімат : Отелло | Клімат : Отелло | Клімат : Отелло | Клімат : Отелло | Клімат : Отелло | Клімат : Отелло | Клімат : Отелло | Клімат : Отелло | Клімат : Отелло | Клімат : Отелло | Клімат : Отелло | Клімат : Отелло | Клімат : Отелло |
| Показник                | Січ.            | Лют.            | Бер.            | Квіт.           | Трав.           | Черв.           | Лип.            | Серп.           | Вер.            | Жовт.           | Лист.           | Груд.           | Рік             |
| Абсолютний максимум, °C | 17,8            | 19,4            | 26,1            | 32,8            | 37,2            | 41,1            | 43,9            | 45,6            | 38,9            | 32,8            | 22,8            | 17,2            | 45,6            |
| Середній максимум, °C   | 1,7             | 6,1             | 11,7            | 16,1            | 20,6            | 24,4            | 28,3            | 28,3            | 23,3            | 16,1            | 7,2             | 1,7             | 15,5            |
| Середній мінімум, °C    | −5              | −2,2            | −0,6            | 2,2             | 6,1             | 9,4             | 12,2            | 12,2            | 8,3             | 2,8             | −0,6            | −4,4            | 3,4             |
| Абсолютний мінімум, °C  | −32,2           | −32,2           | −14,4           | −8,9            | −5              | −0,6            | 1,1             | 2,2             | −3,3            | −10             | −25,6           | −26,1           | −32,2           |
| Норма опадів, мм        | 24              | 22              | 22              | 16              | 19              | 13              | 10              | 8               | 10              | 14              | 26              | 31              | 215             |
| ----------------------- | --------------- | --------------- | --------------- | --------------- | --------------- | --------------- | --------------- | --------------- | --------------- | --------------- | --------------- | --------------- | --------------- |
| Джерело:                |                 |                 |                 |                 |                 |                 |                 |                 |                 |                 |                 |                 |                 |

## Демографія
Згідно з переписом 2010 року, у місті мешкали 7364 особи в 2108 домогосподарствах у складі 1669 родин. Густота населення становила 746 осіб/км².  Було 2185 помешкань (221/км²).
Расовий склад населення:
| - 53,4 % — білих - 2,2 % — корінних американців - 1,2 % — азіатів - 0,5 % — чорних або афроамериканців - 39,6 % — осіб інших рас |

До двох чи більше рас належало 3,2 %. Частка іспаномовних становила 74,7 % від усіх жителів.
За віковим діапазоном населення розподілялося таким чином: 37,9 % — особи молодші 18 років, 54,0 % — особи у віці 18—64 років, 8,1 % — особи у віці 65 років та старші. Медіана віку мешканця становила 25,6 року. На 100 осіб жіночої статі у місті припадало 101,5 чоловіків;  на 100 жінок у віці від 18 років та старших — 95,7 чоловіків також старших 18 років.
Середній дохід на одне домашнє господарство  становив 52 476 доларів США (медіана — 48 012), а середній дохід на одну сім'ю — 54 236 доларів (медіана — 49 853). Медіана доходів становила 34 879 доларів для чоловіків та 26 521 долар для жінок. За межею бідності перебувало 25,7 % осіб, у тому числі 36,6 % дітей у віці до 18 років та 5,7 % осіб у віці 65 років та старших.
Цивільне працевлаштоване населення становило 3161 осіб. Основні галузі зайнятості: освіта, охорона здоров'я та соціальна допомога — 20,6 %, сільське господарство, лісництво, риболовля — 20,2 %, виробництво — 19,6 %.